# ロンドー体
ロンドー体（roundel, ロンデル、ラウンデル）は、アルジャーノン・チャールズ・スウィンバーンが考案した、英語詩に使われる韻文の形式。

## 構造
ロンドー体はフランスのロンドーの変化形で、様式化された特定のパターンに従って繰り返されるリフレインを使用する。ロンドー体はそれぞれ同じ数の音節を持つ9つの行と、その3行目と9行目の後に付け足されたリフレインの、合計11行から成る。リフレインは第1行の最初の言葉と同じでなければならず、長さは1行の半分で、第2行と同じ押韻することが許される。3つのスタンザ（詩節、連）からなり、押韻構成は「abaR bab abaR」となる（Rはリフレイン）。
スウィンバーンは、『A Century of Roundels』という本も出版して、ロンドー体形式の詩を友人であるクリスティーナ・ロセッティに献呈した。ロセッティもその後、ロンドー体形式の詩を書き始めた。

## 例
スウィンバーンの詩『A Baby's Death』には7つのロンドー体詩が含まれ、すべて上述の規則に従っている。次に挙げるのはその4つめのロンドー体詩で、イギリスの作曲家エドワード・エルガーによって曲がつけられた（『Roundel』1897年）。
The little eyes that never knew - (a)
Light other than of dawning skies, - (b)
What new life now lights up anew - (a)
The little eyes ? - (R)
Who knows but on their sleep may rise - (b)
Such light as never heaven let through - (a)
To lighten earth from Paradise? - (b)
No storm, we know, may change the blue - (a)
Soft heaven that haply death descries - (b)
No tears, like these in ours, bedew - (a)
The little eyes. - (R)